# Akademisches Dramatheater des Oblast Donezk

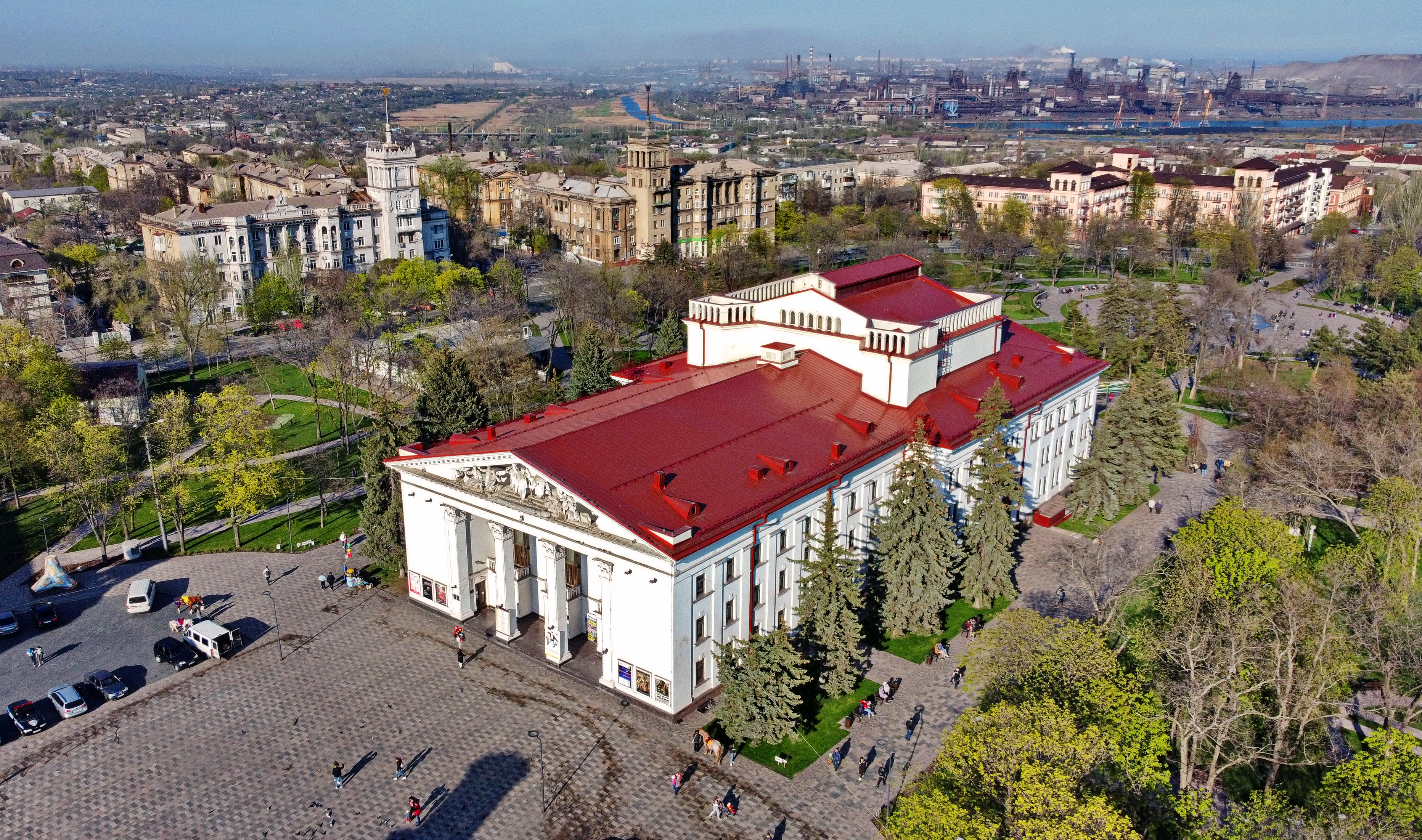
Dramatheater Mariupol (2021)

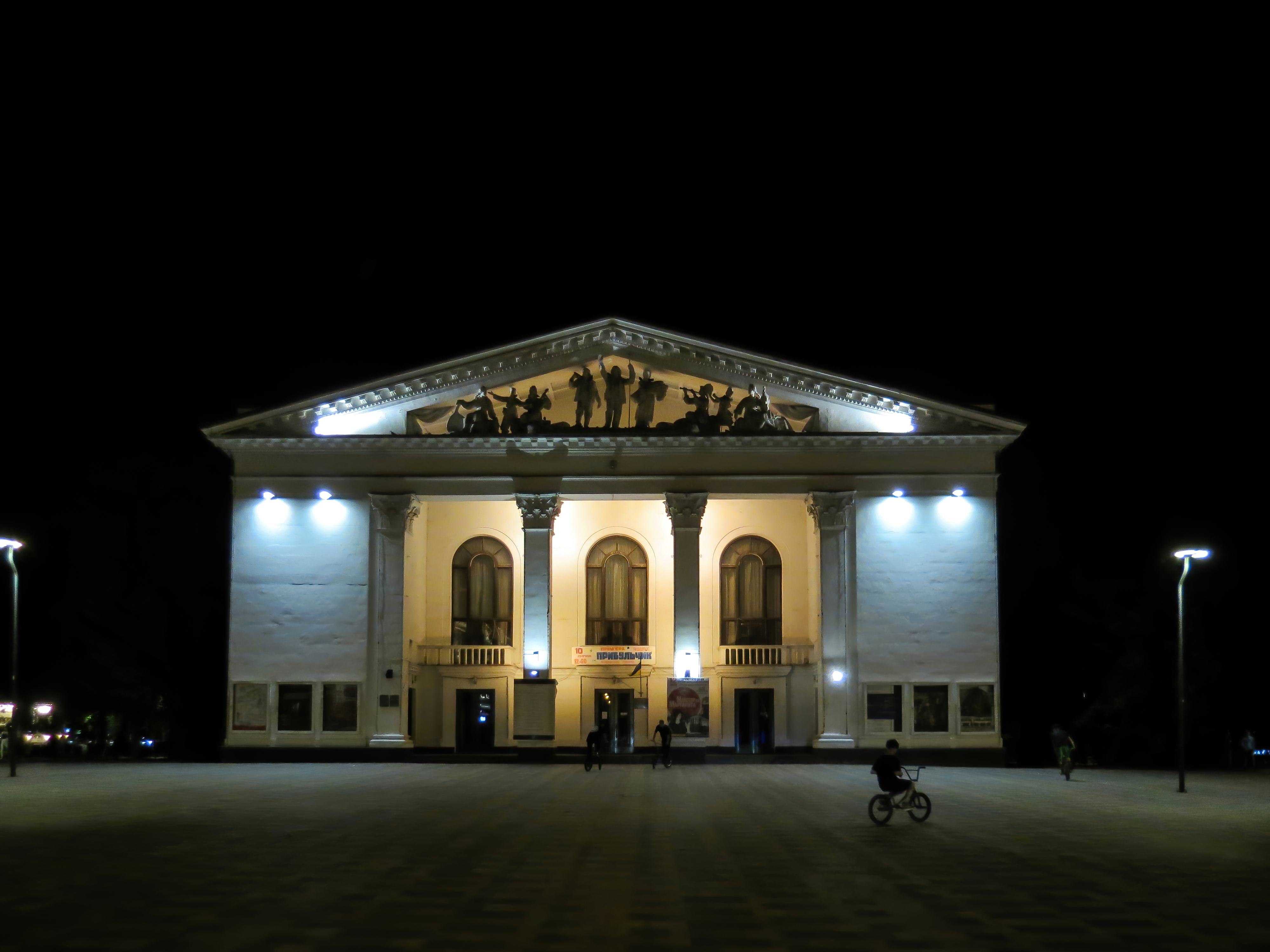
Platzfassade (2021)

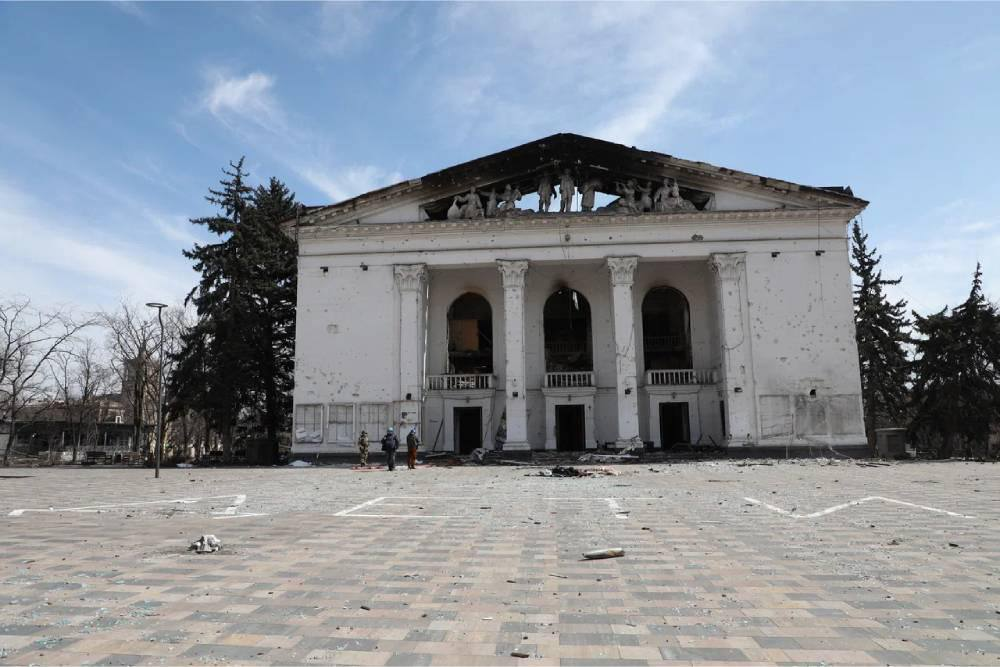
Platzfassade (2022)

Das Akademische Dramatheater des Oblast Donezk (ukrainisch Донецький академічний обласний драматичний театр) war das Schauspielhaus von Mariupol (Ukraine). Es wurde durch einen russischen Luftangriff am 16. März 2022 zerstört.

## Geschichte

### 19. Jahrhundert
Seit dem Jahr 1847 gab es gelegentliche Theateraufführungen in Mariupol, die zunächst in Scheunen abgehalten wurden. Für das Jahr 1878 lässt sich erstmals eine professionelle Schauspielertruppe in Mariupol nachweisen. Mit dem Kaufmann Vasil L. Schapovalov (ukrainisch Василь Леонтійович Шаповалов) fand sich bald ein wohlhabender Förderer, der den Konzertsaal (ukrainisch Концертный зал) erbauen ließ. Dieser wurde am 8. November 1887 eröffnet und später in Wintertheater (ukrainisch Зимовий театр) umbenannt und konnte sich einen Namen machen, so dass er Künstler aus anderen Städten anzog, darunter Marko Kropywnyzkyj, Iwan Karpenko-Karyj oder Panas Saksahanskyj, Mychajlo Staryzkyj und Wsewolod Emiljewitsch Meyerhold. Im Jahr 1884 hatte sich zudem ein Musik- und Theaterverein gegründet, der das Theater organisatorisch unterstützte.

### 20. Jahrhundert
Anfang des 20. Jahrhunderts gab es bereits mehrere Bühnen. Das Gebäude ging an I. Uvarov über, der es vor allem auf russische Auftritte ausrichtete, wohingegen Ukrainer und Juden in anderen Theatern der Stadt auftraten. Im Jahr 1934 wurde das Theater in Alldonezker Musikdrama-Theater (ukrainisch Вседонецький музично-драматичний театр) umbenannt, aber diesen Namen behielt es nur bis 1937 bei. Die russische Ausrichtung wurde weiter aufrechterhalten, doch kam es im Jahr 1947 schließlich zur Schließung des russischen Theaters. Sieben Jahre später wurde es als Russisches Wandertheater des Oblast Donezk (russisch Донецкий областной передвижной русский театр) nach Kamjanez-Podilskyj verlegt.
Am 2. November 1959 kam es nach mehr als zehnjähriger Schließung und Modernisierung zur Wiedereröffnung des Theaters. Es hieß nun indirekt nach Stalin, da Donezk in Stalino umbenannt worden war und sich somit auch der Name des Oblast geändert hatte, was aber mit der Entstalinisierung im Jahr 1961 wieder zurückgenommen wurde.

### 21. Jahrhundert

#### Ehrender Titelzusatz 2007
Im Jahr 2007 wurde dem Theater der ehrende Titelzusatz „akademisch“ verliehen. Die mehr als ein Jahrhundert andauernde Geschichte des Theaters verbindet es mit zahlreichen Künstlern sowohl der Sowjetzeit als auch der Zeit der ukrainischen Unabhängigkeit.

#### Kampf um Mariupol 2014
Beim Kampf um Mariupol 2014 verschanzten sich angeblich prorussische Separatisten im Theater, so dass die Ukrainische Nationalgarde und das Regiment Asow dieses am 13. Juni 2014 erstürmten. Schon im Mai 2014 war es dort zu Schießereien gekommen.

#### Zerstörung und Abriss 2022
In der durch russisches Militär eingekesselten Stadt kam es während der Belagerung von Mariupol am 16. März 2022 zu einem Luftangriff, bei dem das Schauspielhaus zu großen Teilen zerstört wurde. Zu diesem Zeitpunkt waren mehrere hundert Menschen im Luftschutzkeller des Gebäudes untergebracht, da das Gebäude seit dem 25. Februar 2022 als einer der sechs Schutzräume der Stadt – neben dem Kulturpalast «Tschajka», der Kunstschule, der Philharmonie, dem Kulturzentrum «Liwobereschna» und dem Zentrum für zeitgenössische Kunst «Hotel Continental» – fungierte. Es kam allerdings zum Einsturz des mittleren Gebäudeteils, wodurch der Bunkereingang blockiert wurde, was die Rettung der Eingeschlossenen erschwerte. Wie viele Opfer es gab, blieb zunächst unklar. Die Regionalverwaltung ging Anfang April 2022 zunächst von mindestens 300 Opfern aus. Eine Bergung der Leichen war nicht möglich, da Spezialgerät benötigt wurde, um die schweren Trümmer der drei zerstörten Stockwerke zu beseitigen – was wiederum erst zum Theater gebracht werden konnte als sich die Gefechte gelegt hatten. Der italienische Kulturminister Dario Franceschini bot am Folgetag an, den Wiederaufbau des Theaters zu organisieren. Eine Rekonstruktion der Associated Press vom Mai 2022 schätzt die Anzahl Toten auf etwa 600.
Der Vorfall ist Teil einer Reihe möglicher Kriegsverbrechen im Russisch-Ukrainischen Krieg. Anfang Mai begannen die russischen und prorussischen Besatzer mit der Beräumung der Trümmer, nachdem zuvor schon mehrfach Begehungen der Ruine stattgefunden hatten. Eine endgültige Klärung der Opferzahl wird dadurch unwahrscheinlich. Da an eine Rückkehr vorerst nicht zu denken war, entschieden sich die Künstler Mitte Mai 2022, nach Uschhorod im Westen der Ukraine umzuziehen, wo sich ebenfalls ein Dramatheater befindet. Dort will man sich neu formieren, da zu vielen Schauspielern kein Kontakt besteht. Zudem wurden im Theatergebäude in Mariupol auch alle Einrichtungsgegenstände (Kulissen, Kostüme etc.) zerstört, so dass ein kompletter Neubeginn ohnehin notwendig wurde.
Aufgefundene Leichen wurden in den Monaten nach der Zerstörung anonym in einem Massengrab östlich von Mariupol bei Mangusch beerdigt, so dass die Ermittlung einer konkreten Opferzahl zusätzlich erschwert wurde. Im Juni 2022 wurde die Wiedereröffnung des Theaters im September angekündigt. Diese fand dann am 10. September 2022 im Gebäude des ehemaligen Pionierpalastes statt. Zu den Gästen zählte Iwan Iwanowitsch Ochlobystin.
Der Neubau solle drei bis fünf Jahre dauern, die Theatertruppe Tourneen durch Russland unternehmen und die Hauptbühne Ende 2024 öffnen. Als neuer Leiter wurde Igor Solonin eingesetzt, ein Zirkusdirektor aus Donezk.
Durch die Abteilung für strategische Kommunikation der Streitkräfte der Ukraine wurde der Vorwurf geäußert, dass über noch vorhandene Leichen Beton gegossen würde. Zudem wurde berichtet, dass zur Verhinderung einer Geruchsentwicklung Bleiche genutzt werde.
Die russischen Besatzer hatten bis im Dezember 2022 eine überhohe Sichtschutzwand um die Ruine des Theaters errichtet. Im selben Monat, wenige Tage vor Weihnachten, erfolgte der weitgehende Abriss der Ruine. Einzig die Westfassade mit dem Figurengiebel blieb stehen (Stand: März 2023). Der Wiederaufbau wurde mit russischen Backsteinen anstelle von Steinen von der Krim umgesetzt. Laut russischer Schätzung sind 30 Prozent des Ursprungsbaus erhalten geblieben.

## Baubeschreibung
In seiner Gestalt vor der Zerstörung handelte es sich um ein langgezogenes Gebäude mit einer klassizistischen Front zum Theaterplatz hin. Der mit kapitellgeschmückten Säulen gestaltete Portikus wurde von einem Dreiecksgiebel mit einer Figurengruppe bekrönt. Diese zeigte Musiker, die Werktätige unterhalten. Ähnlich wie bei anderen Theaterausbauten der Nachkriegszeit, etwa beim Anhaltischen Theater in Dessau, entstand durch den Umbau ein wuchtiger Gebäudekomplex, der zahlreiche Fensterachsen aufwies und dessen höchster Gebäudeteil wie ein Vierungsturm über dem Gebäude thronte. Bei diesem wurde aber die Längsausrichtung hervorgehoben, indem er eine Dacherhöhung im Basilika-Stil erhielt, die mit einem eigenen Dreiecksgiebel mit verblendeten Rundbogenfenstern sowie durch angedeutete Arkadengänge betont wurde, was das klassizistische Gesamtbild verstärkte. Dieser Bereich des Theaters wurde 2022 am stärksten zerstört und fast dem Erdboden gleichgemacht. Die Ostfassade, die ebenfalls mit Säulen und einem Dreiecksgiebel verziert wurde, blieb ebenso wie der Westteil schwer beschädigt stehen.

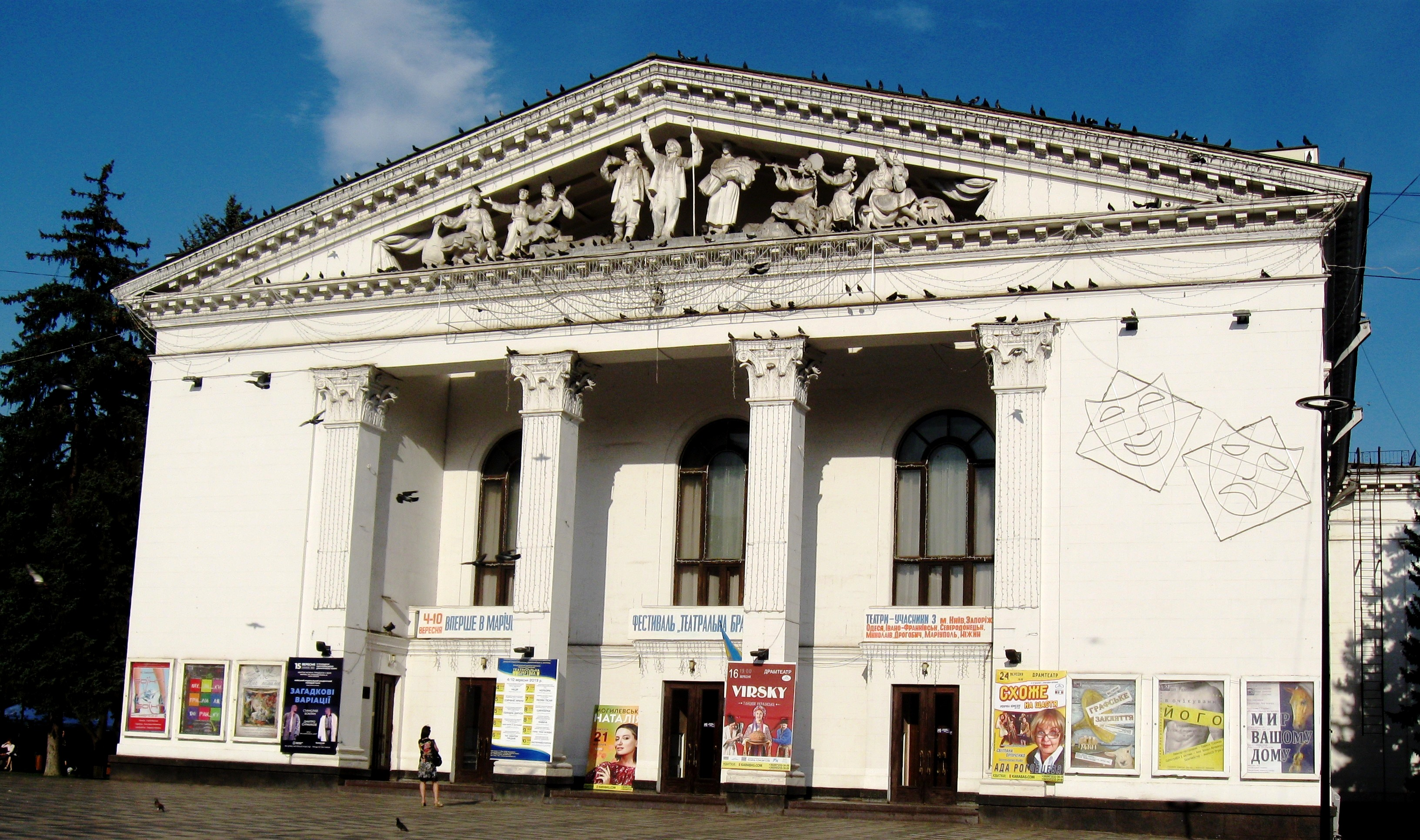
Platzfassade (2019)
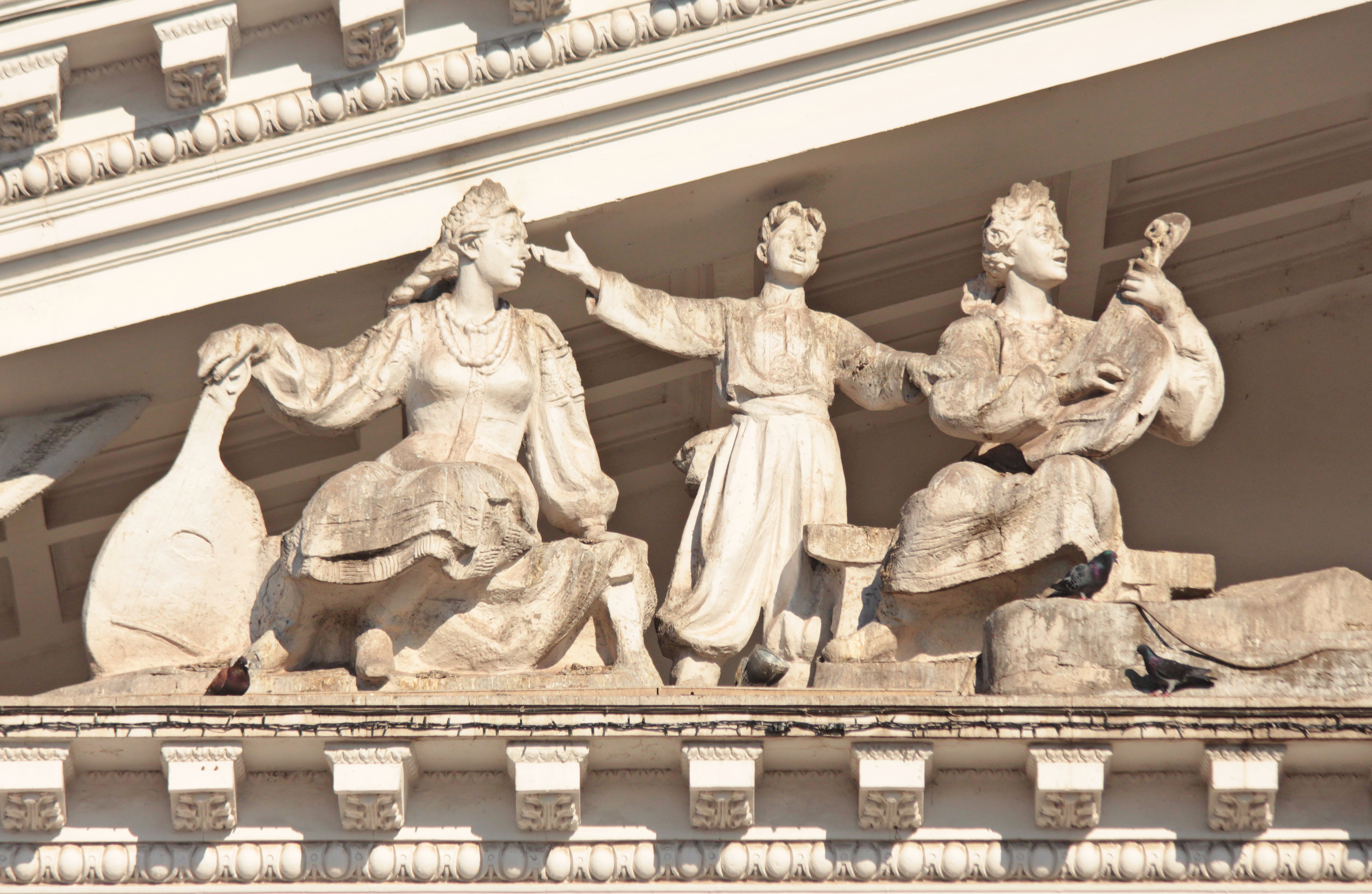
Linke Giebelfiguren
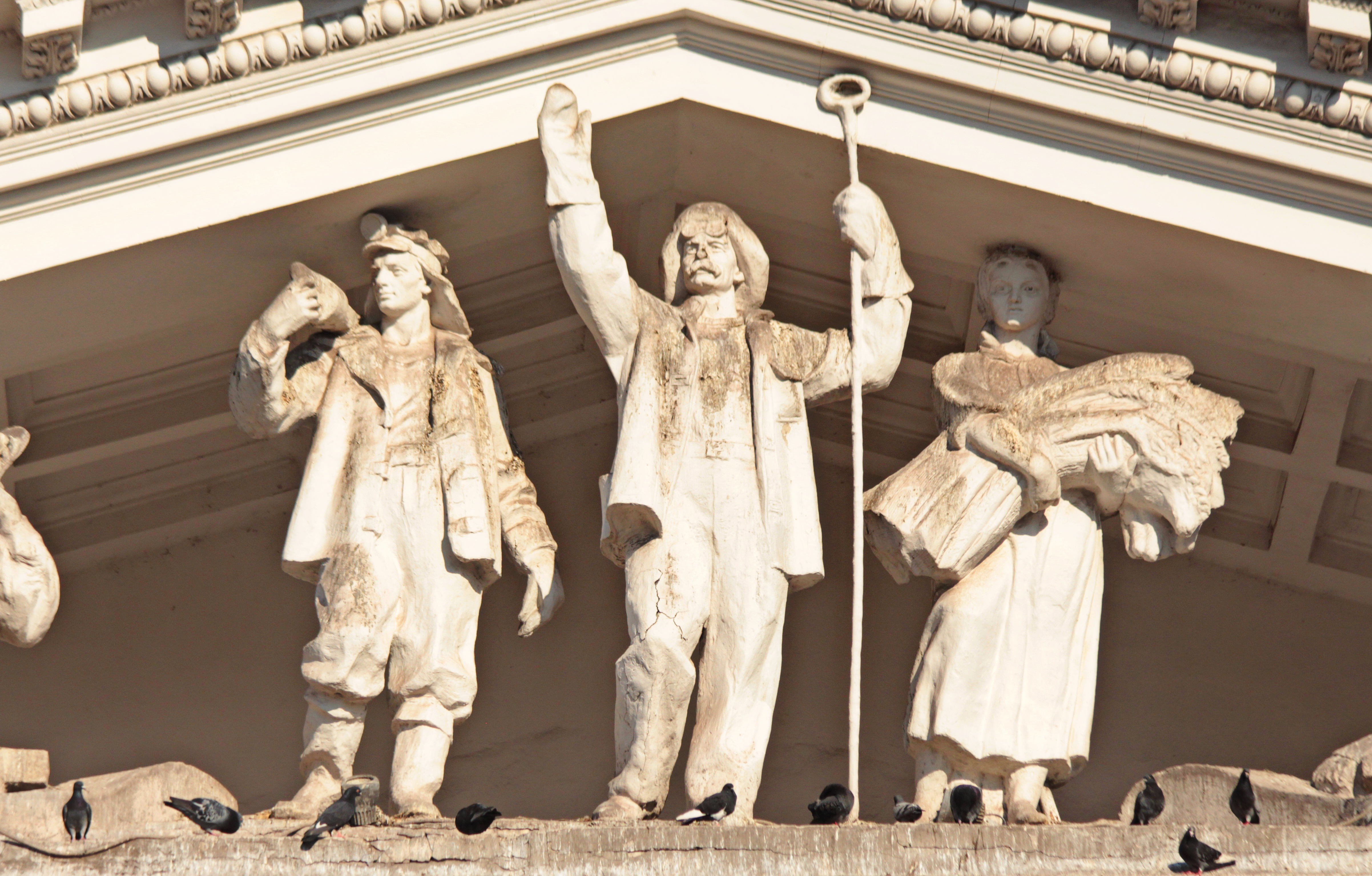
Mittlere Giebelfiguren
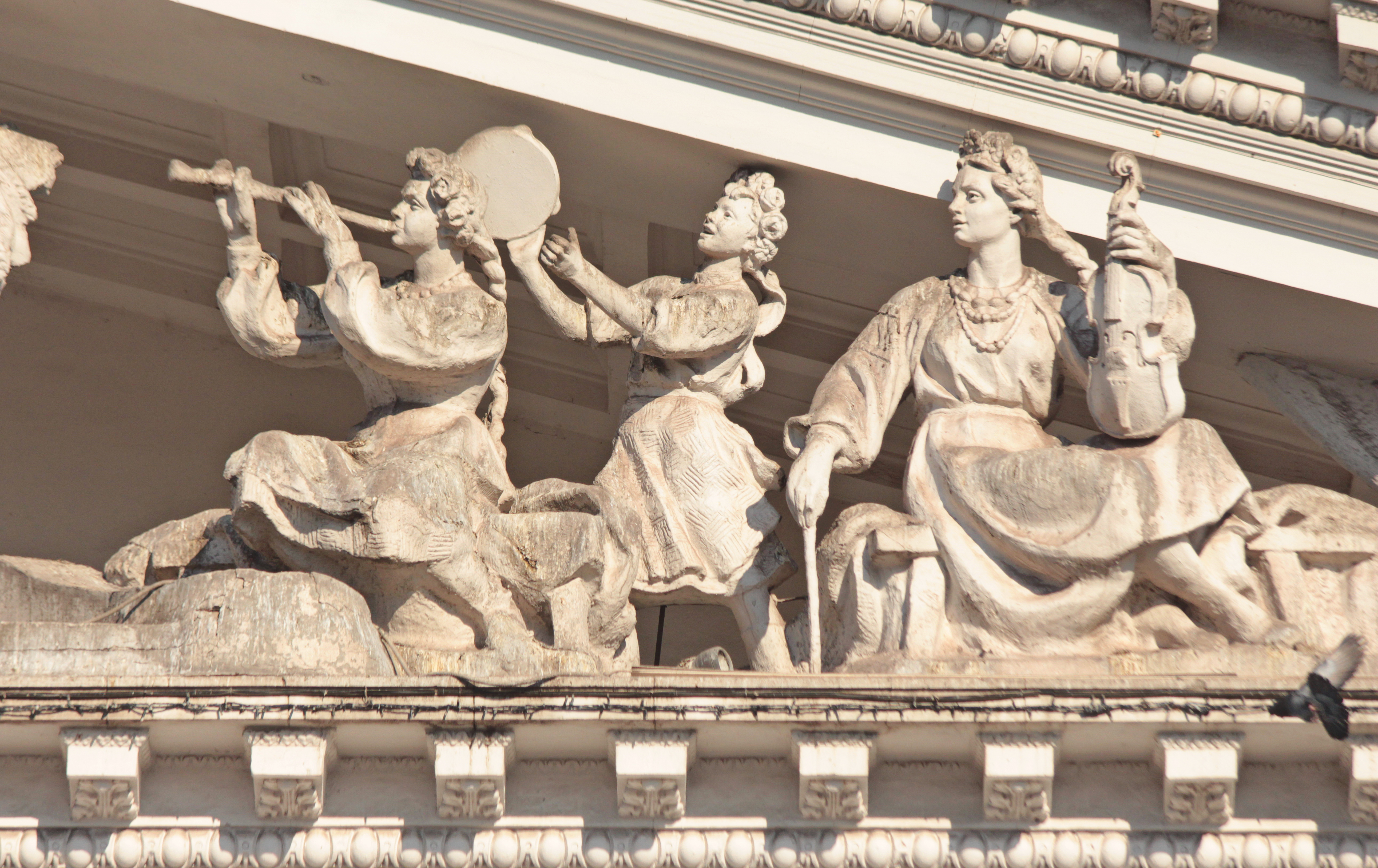
Rechte Giebelfiguren
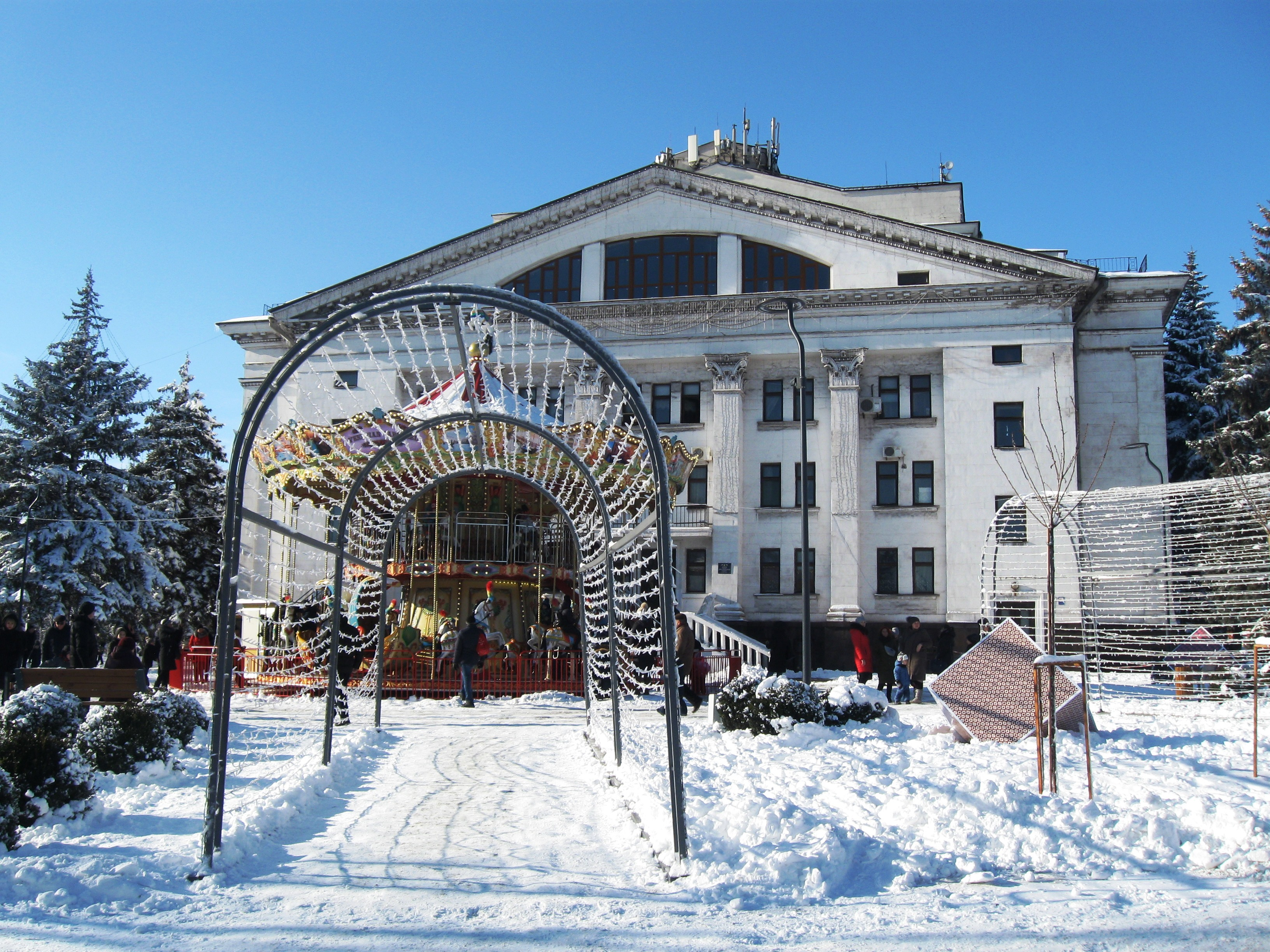
Ostseite

## Umfeld
Westlich des Theaters befindet sich der Theaterplatz (ukrainisch Театральна площа), östlich der Zentralplatz von Mariupol (ukrainisch Центральный сквер в Мариуполе) mit einer großen Springbrunnenanlage und Skulpturen. Die abgehenden Straßen sind durch Häuser mit Ecktürmen – etwa die „Mariupol-Zwillinge“ im Norden oder die „Asowstahl-Häuser“ im Westen – betont. An der Nordwestseite des Platzes entstand seit 2007 die Mariä-Schutz-und-Fürbitte-Kirche sowie direkt neben dieser 2017 die Alexander-Newski-Kirche. Am Theater erinnert eine Gedenktafel an eine Rede von Grigori Iwanowitsch Petrowski.
Der Neubau des Theaters berührte den einstigen Standort der Maria-Magdalena-Kirche nicht, die in den 1930er Jahren zerstört wurde und sich an der Nordseite des Schauspielhauses befand. Neben dieser befand sich ein Friedhof für die Priester, den die – in den 1940er Jahren folgenden – deutschen Besatzer für ihre Toten nutzten. In den Jahren 1941 bis 1943 wurden dort mehrere hundert Menschen bestattet – hauptsächlich Deutsche und Rumänen. Es sind aber auch Piloten abgeschossener russischer Flugzeuge nachgewiesen worden. Nach der Übergabe von Lageplänen durch Rumänien im Jahr 2011 kam es zur Erforschung der Gräber in den Jahren 2017 und 2018. Die deutschen Toten wurden nach Charkiw gebracht, die russischen zu einem Heldenfriedhof. Als man die Fundamente der Kirche wiederentdeckte, schuf man für diese eine Schutzbedeckung, die sie sichtbar ließ, und stellte daneben ein Kirchenmodell auf. Auch diese Installationen wurden durch den Luftangriff 2022 zerstört.

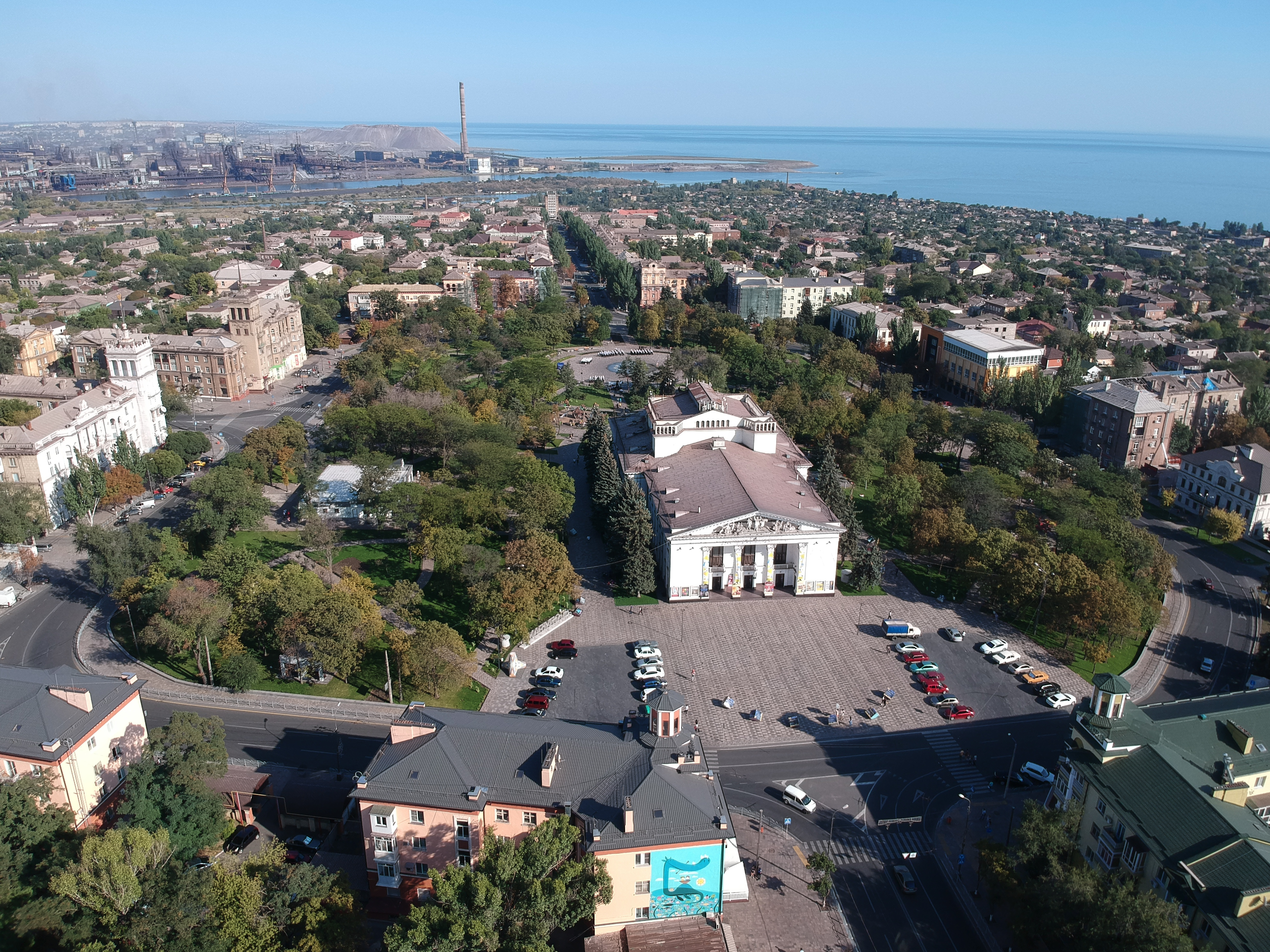
Theaterplatz mit Theater (2019)
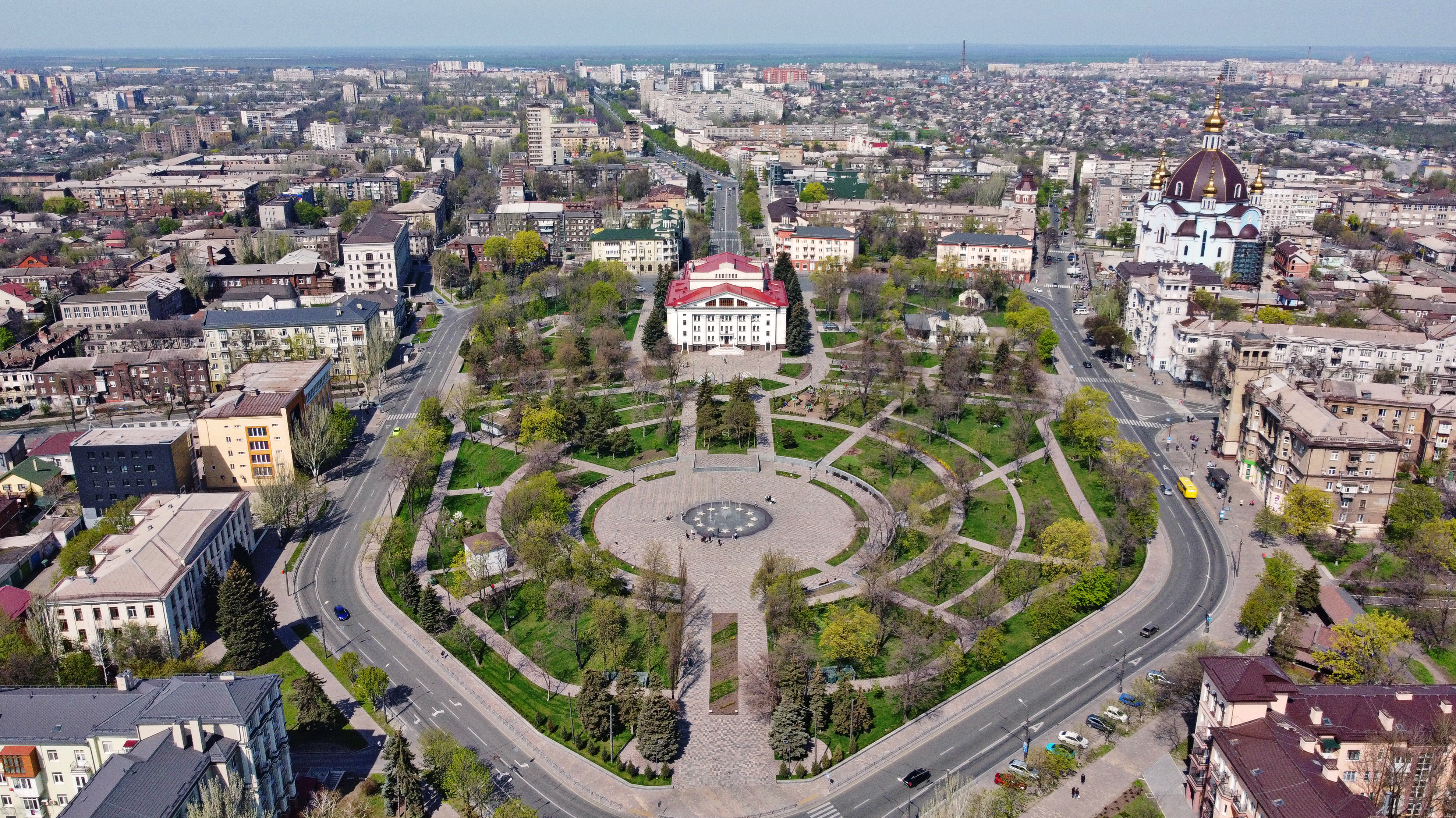
Zentralplatz mit Theater (2021)
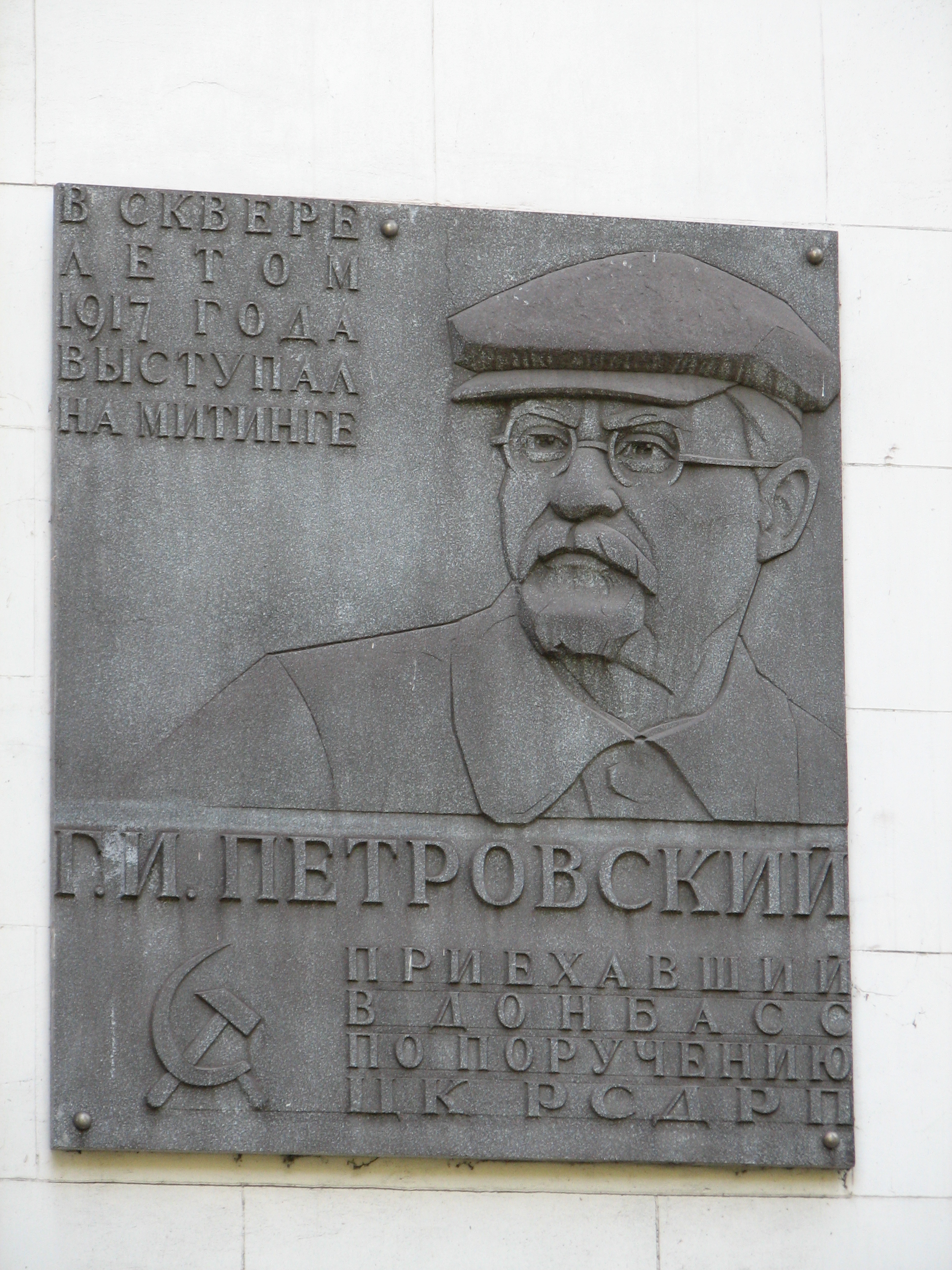
Gedenktafel G. I. Petrowski
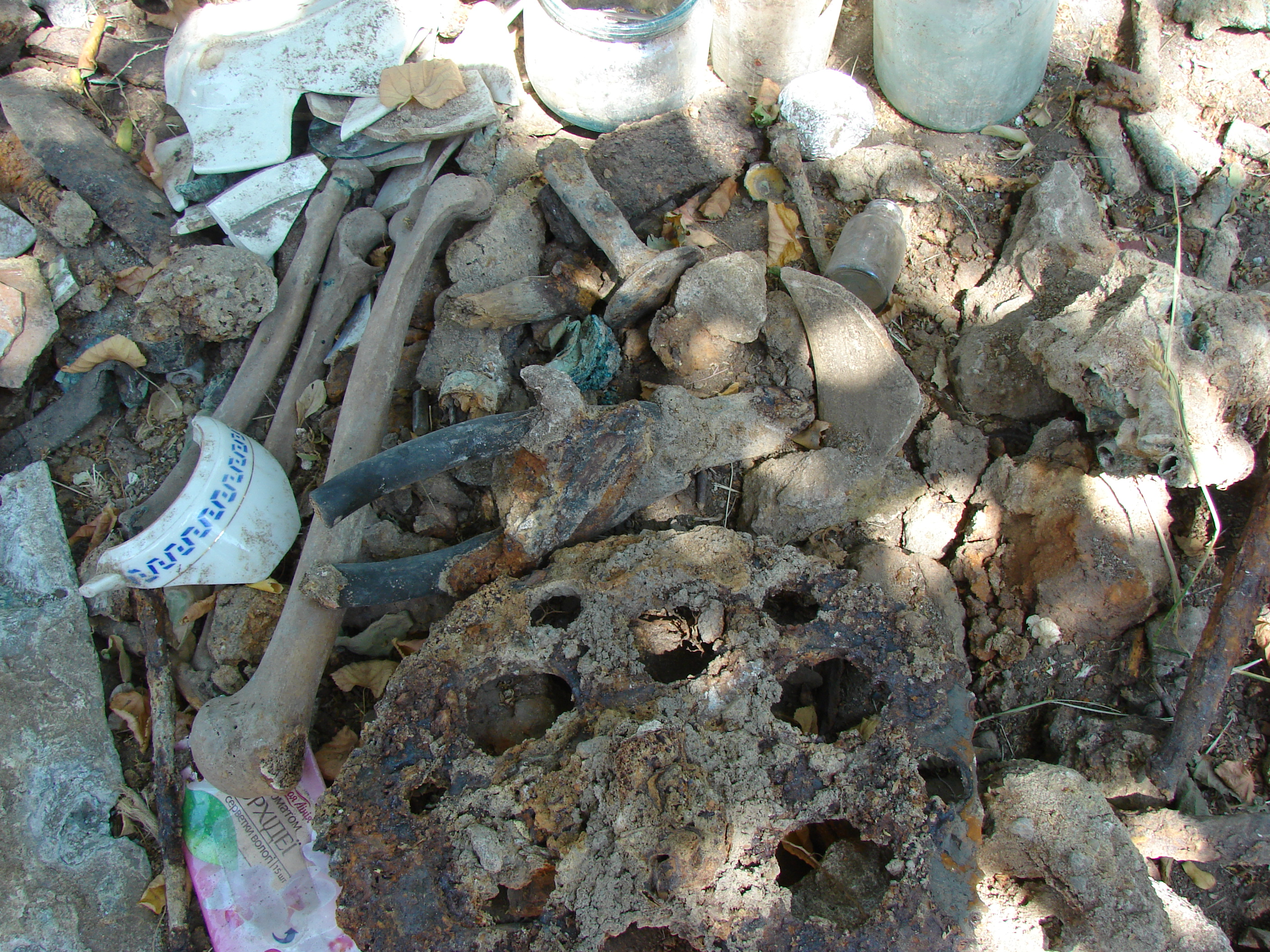
Friedhofsfunde 2018

## Programm
Auf dem Theaterprogramm stehen nationale und internationale Stücke, zudem hat das Theater an allen ukrainischen Theaterfestivals teilgenommen und im Jahr 2019 das Theatertorfestival (ukrainisch фестиваль «Театральна брама») begründet. Durch die Schließung anderer Theater war es das einzige in der Großstadt und der Region, so dass es auch in andere Städte wie Donezk reiste, um dort Vorführungen zu veranstalten.